# Piccole donne (serie animata)
Piccole donne (『若草物語』より 若草の四姉妹?, Wakakusa monogatari yori - Wakakusa no yon shimai, lett. "Da ‘Storia di gioventù’ - Le quattro giovani sorelle") è una serie TV anime in 26 puntate prodotta dalla Kokusai Eigasha e basata sul romanzo per ragazzi Piccole donne di Louisa May Alcott. Dallo stesso romanzo nel 1987 è stato anche tratto l'anime Una per tutte, tutte per una della Nippon Animation e facente parte del World Masterpiece Theater.
La serie è stata trasmessa per la prima volta dal network giapponese Tokyo 12 a partire da aprile 1981 e in Italia da Canale 5 nel 1982. La sigla italiana Tutti abbiamo un cuore, è stata incisa da Cristina D'Avena.

## Personaggi
Josephine (Jo)la protagonista e secondogenita della famiglia. Ha il carattere e gli atteggiamenti di un vero maschiaccio, a volte sfacciata ed impertinente; sogna di diventare un giorno una famosa scrittrice. Doppiata da Mami Koyama (originale), Silvana Fantini (italiano).
Margaret (Meg)la maggiore delle sorelle. È una ragazza molto bella e sempre invitata alle feste. È la più responsabile fra le sorelle e fa l'istitutrice ai bambini della signora King. È innamorata del sig. Brooke, l'istitutore di Laurie e alla fine della serie i due si fidanzeranno. Doppiata da Yuko Takaji (originale), Cinzia Mantegazza (italiano).
Elizabeth (Beth)la terza sorella. Ha un carattere timido e sensibile; appassionata di musica, le piace suonare il pianoforte. È la preferita del nonno di Laurie, perché somiglia molto a sua nipote, che morì quando aveva l'età di Beth. Beth si ammalerà gravemente e riuscirà a salvarsi, ma dopo essere guarita sarà più fragile di prima. Doppiata da Keiko Han (originale), Fabiola Gianotti (italiano).
Amanda (Amy)la più piccola delle sorelle. È molto brava a disegnare, ma è molto vanitosa e vuole sempre mettere in mostra le proprie abilità. Quando Beth si ammalerà, Amy andrà a vivere dalla zia March e durante questo periodo capirà di aver sbagliato e cercherà di migliorare il suo comportamento. Doppiata da Chiyoko Kawashima (originale), Elisabetta Odino (italiano).
Laurieun bel giovanotto vicino di casa delle quattro sorelle. È molto simpatico, ma anche abbastanza timido ed ha la stessa età di Jo. Abita dal nonno, che vuole che frequenti l'università e per questo lo si vede spesso studiare assiduamente. Il suo istitutore è John Brooke. Doppiato da Tsubasa Shioya (originale), Giorgio Bonino (italiano).
Signora Marchmadre delle sorelle. Doppiata da Shoko Tsuboi (originale), Rosetta Salata (italiano).
Signor Marchpadre delle sorelle, è ufficiale nordista nella guerra di secessione americana. Doppiato da ? (originale), Marcello Cortese (italiano).
Zia Marchè la zia delle quattro sorelle. Abita in una grande villa e Jo ogni giorno va da lei per farle da dama di compagnia. Nonostante il carattere da maschiaccio di Jo, che zia March non approva, la ragazza resta comunque la sua nipote preferita, anche se lei non lo dà a vedere. Doppiata da ? (originale), Carla Todero (italiano).

## Doppiaggio
| Personaggi      | Voce giapponese     | Voce italiana     |
| --------------- | ------------------- | ----------------- |
| Jo              | Mami Koyama         | Silvana Fantini   |
| Meg             | Yuko Takaji         | Cinzia Mantegazza |
| Beth            | Keiko Han           | Fabiola Gianotti  |
| Amy             | Chiyoko Kawashima   | Elisabetta Odino  |
| Signora March   | Shoko Tsuboi        | Rosetta Salata    |
| Signor March    | - non disponibile - | Marcello Cortese  |
| Laurie          | - non disponibile - | Giorgio Bonino    |
| Signor Brook    | - non disponibile - | Claudio Beccari   |
| Signor Lawrence | - non disponibile - | Silvano Piccardi  |
| Zia March       | - non disponibile - | Carla Todero      |
| Hanna           | - non disponibile - | Angela Cicorella  |
| Voce Narrante   | - non disponibile - | Angela Cicorella  |

## Episodi
| Nº | Titolo italiano Giapponese 「Kanji」 - Rōmaji                                    | In onda           | In onda |
| Nº | Titolo italiano Giapponese 「Kanji」 - Rōmaji                                    | Giapponese        |         |
| 1  | Buon Natale 「マーチ家のクリスマスイブ」 - machi ie no kurisumasuibu             | 7 aprile 1981     |         |
| 2  | Angeli in stivaletti 「長靴をはいた天使」 - nagagutsu wohaita tenshi             | 14 aprile 1981    |         |
| 3  | L'amico di Jo 「ジョーのボーイフレンド」 - jo no boifurendo                      | 21 aprile 1981    |         |
| 4  | L'altra Beth 「ベスの変身」 - besu no henshin                                    | 28 aprile 1981    |         |
| 5  | Ingiusta punizione 「気取り屋エミーの退学事件」 - kidori ya emi no taigaku jiken | 5 maggio 1981     |         |
| 6  | Litigio fra sorelle 「対立・ジョーVSエミー」 - tairitsu . jo vs emi              | 12 maggio 1981    |         |
| 7  | Ballo in casa Laurence 「ローレンス家の舞踏会」 - rorensu ie no butōkai          | 19 maggio 1981    |         |
| 8  | Una trappola per Meg 「罠にはまったメグ」 - wana nihamatta megu                  | 26 maggio 1981    |         |
| 9  | Riunione in solaio 「屋根裏の編集会議」 - yaneura no henshū kaigi                | 2 giugno 1981     |         |
| 10 | Jo la cuoca 「ジョーの料理当番」 - jo no ryōri tōban                             | 9 giugno 1981     |         |
| 11 | Pic-nic 「ピクニック」 - pikunikku                                               | 16 giugno 1981    |         |
| 12 | Un sogno per il futuro 「ローリーの悩み」 - rori no nayami                       | 23 giugno 1981    |         |
| 13 | I profughi 「難民の群れ」 - nanmin no mure                                       | 30 giugno 1981    |         |
| 14 | Beth e il canarino 「ベスとカナリヤ」 - besu to kanariya                         | 7 luglio 1981     |         |
| 15 | Il segreto di Jo 「ジョーの秘密」 - jo no himitsu                                | 14 luglio 1981    |         |
| 16 | Meg si fa adulta 「おとなになったメグ」 - otonaninatta megu                      | 21 luglio 1981    |         |
| 17 | Una scelta 「マーチ伯母さんの養女選び」 - machi oba sanno yōjo erabi             | 28 luglio 1981    |         |
| 18 | Jo crocerossina 「町にできた野戦病院」 - machi nidekita yasen byōin              | 4 agosto 1981     |         |
| 19 | Vecchi ricordi 「ローレンスさんの昔ばなし」 - rorensu sanno mukashi banashi      | 11 agosto 1981    |         |
| 20 | Le fantasie di Jo (prima parte) 「ジョーのファンタジー」 - jo no fantaji         | 18 agosto 1981    |         |
| 21 | Le fantasie di Jo (seconda parte) 「ジョーのファンタジー2」 - jo no fantaji 2    | 25 agosto 1981    |         |
| 22 | Cattive notizie 「不吉な電報」 - fukitsu na denpō                                | 1º settembre 1981 |         |
| 23 | La malattia di Beth 「ベス死なないで」 - besu shina naide                        | 8 settembre 1981  |         |
| 24 | L'angelo custode 「天使の子守唄」 - tenshi no komoriuta                          | 15 settembre 1981 |         |
| 25 | Il testamento di Amy 「エミーの遺言状」 - emi no yuigon jō                       | 22 settembre 1981 |         |
| 26 | Primavera a Concord 「コンコードの春」 - konkodo no haru                         | 29 settembre 1981 |         |